# Laphria melanogaster
Laphria melanogaster är en tvåvingeart som beskrevs av Christian Rudolph Wilhelm Wiedemann 1821. Laphria melanogaster ingår i släktet Laphria och familjen rovflugor. Inga underarter finns listade i Catalogue of Life.